# Zalew (województwo łódzkie)
Zalew – wieś w Polsce położona w województwie łódzkim, w powiecie pabianickim, w gminie Lutomiersk.
| SIMC    | Nazwa           | Rodzaj    |
| ------- | --------------- | --------- |
| 0705835 | Brzózka         | część wsi |
| 0706250 | Wygoda Zalewska | część wsi |

Miejscowość położona jest na Wysoczyźnie Łaskiej.
W latach 1975–1998 miejscowość administracyjnie należała do województwa sieradzkiego.
Od pradawna istniał tu majątek ziemski. W XIX w. właścicielami Zalewu była rodzina Witkowskich. Ostatnia z tego rodu Aniela Witkowska zmarła w 1895 r. i pochowana jest w Mikołajewicach. Pod koniec jej życia spłonął istniejący tu dwór. Po Witkowskich gospodarowali tu jeszcze Piaseccy, potem Mrowińscy i Zielonkowie, majątek był parcelowany, a po II wojnie światowej upaństwowiony.
W obrębie wsi jest sztucznie usypane wzniesienie, w którym według tradycji pochowano żołnierzy Napoleona, którzy polegli i zmarli z wycieńczenia w czasie odwrotu spod Moskwy. Po bitwie pod Łodzią, w końcu 1914 r., pochowano tu także ponad 100 żołnierzy niemieckich. Kopiec ten nazywany jest Kamionką.